# Чалавиев, Гаджи-Эфенди Абдул-Гамидович
Гаджи-Эфенди Абдул-Гамидович Чалавиев (27 октября 1926, с. Кумух, Дагестанская АССР — 6 августа 1988, Москва) — российский конструктор вооружений, лауреат Государственной премии СССР.

## Биография
В 1942—1947 гг. технолог межрайконторы в Кумухе.
В 1955 г. окончил МВТУ им. Н. Э. Баумана.
С 1955 по 1988 год инженер-конструктор, старший инженер-конструктор, начальник лаборатории, руководитель группы, начальник отдела, начальник КБ, начальник отделения, заместитель главного конструктора — начальник отделения по разработке аппаратуры систем управления и контрольно-измерительной аппаратуры КБ машиностроения (Коломна).
Автор 63 изобретений.
Участник разработки, отладки и внедрения в серийное производство аппаратуры управления и контрольно-проверочной аппаратуры:
- противотанковых ракетных комплексов «Малютка», «Малютка-П», «Штурм», «Атака»,
- переносных зенитных ракетных комплексов «Стрела-2», «Стрела-2М», «Стрела-3»,
- тактического ракетного комплекса «Точка»,
- оперативно-тактического ракетного комплекса «Ока».

Лауреат Государственной премии (1976). Заслуженный изобретатель РСФСР.
Награжден орденами Ленина (1981), «Знак Почёта» (1966), Трудового Красного Знамени (1971).